# (581) Tauntonia
(581) Tauntonia es un asteroide que forma parte del cinturón exterior de asteroides y fue descubierto el 24 de diciembre de 1905 por Joel Hastings Metcalf desde el observatorio de Taunton, Estados Unidos.

## Designación y nombre
Tauntonia fue designado al principio como 1905 SH.
Posteriormente, se nombró por la ciudad estadounidense de Taunton.

## Características orbitales
Tauntonia está situado a una distancia media de 3,211 ua del Sol, pudiendo alejarse hasta 3,312 ua. Tiene una inclinación orbital de 21,89° y una excentricidad de 0,03138. Emplea 2102 días en completar una órbita alrededor del Sol.